# Австрийка (фильм)
«Австрийка» (фр. L'Autrichienne, также можно перевести как «Австриячка») — фильм 1989 года, реж. Пьер Гранье-Дефер.

## Сюжет
1793 год. В Париже революционный трибунал судит бывшую королеву Франции Марию-Антуанетту, которую теперь официально именуют «вдовой Капет». Французы презрительно прозвали её «австриячкой». Фильм основан на реальных протоколах судебных заседаний.

## В ролях
- Уте Лемпер — Мария-Антуанетта
- Патрик Шене — Марсьяль Жозеф Арман Эрман
- Даниэль Мезгиш — Фукье-Тенвиль
- Филипп Леруа — Шарль Эктор де Эстен
- Руфус — аббат Жирар
- Пьер Клеманти — Жак-Рене Эбер
- Фредерик ван ден Дрисше — Клод Франсуа Шово-Лагард
- Кристиан Шарметан — Гийом Александр Тронссон
- Катрин Эрарди — Иоланда де Полиньяк
- Фред Эрбо — Жан-Фредерик де ля Тур дю Пен Гуверне